# Kdebase-workspace
KDE Workspace 包含構成桌面的組件。其中的函式庫和應用程式無須攜帶性，可能只作業在 X11 上。一般的 KDE 應用程序不需要依賴workspace，除非他們是一個如屏幕保護程序或面板小程序的組件。

## 組件列表
- kcheckpass
- kcminit
- kcontrol
- KDM：显示管理器。
- khotkeys：实现定义的热键输入并呼叫相应功能。
- Klipper： 剪贴板管理工具。
- kmenuedit：選单编辑器。
- KRunner：运行程式。
- kscreensaver
- ksmserver：会话服务管理。
- kstartupconfig
- ksysguard：系统监视、程序管理程式。
- ksystraycmd
- KWin：視窗管理員
- Plasma: Plasma 桌面
- PolicyKit-kde
- powerdevil
- solid
- systemsettings

## 外部連結
- kdebase-workspace 組件使用手冊（页面存档备份，存于）
- kdebase-workspace API 參考手冊